# Новогригорівка (Врадіївська селищна громада)
Новогриго́рівка — село в Україні, у Врадіївській селищній громаді Первомайського району Миколаївської області. Населення становить 135 осіб.

## Населення
Згідно з переписом УРСР 1989 року чисельність наявного населення села становила 171 особа, з яких 79 чоловіків та 92 жінки.
За переписом населення України 2001 року в селі мешкало 135 осіб.

### Мова
Розподіл населення за рідною мовою за даними перепису 2001 року:
| Мова       | Відсоток |
| ---------- | -------- |
| українська | 96,30 %  |
| російська  | 2,96 %   |
| молдовська | 0,74 %   |